# Дубовец (Дубровский район)
Дубовец — деревня в Дубровском районе Брянской области, в составе Пеклинского сельского поселения. Расположена на правом берегу Десны, у южной окраины села Голубеи. 

## История
Упоминается с первой половины XIX века как владение Олсуфьевых, входила в приход села Голубеи. При постройке Орловско-Витебской железной дороги (движение открыто в 1868), по названию этой деревни был наименован железнодорожный полустанок (Дубовцы, ныне станция Олсуфьево, в 2 км к востоку от деревни).
С 1861 по 1924 деревня Дубовец входила в Салынскую волость Брянского (с 1921 — Бежицкого) уезда; позднее в Дубровской волости, Дубровском районе (с 1929). С 1920-х гг. до 1954 в Берестокском, в 1954—1971 в Салынском сельсовете.

## Население
| 2010 | 2013 |
| ---- | ---- |
| 7    | ↘3   |